# Gephyrocharax whaleri
Gephyrocharax whaleri är en fiskart som beskrevs av Hildebrand, 1938. Gephyrocharax whaleri ingår i släktet Gephyrocharax och familjen Characidae. Inga underarter finns listade i Catalogue of Life.